# Seven Wonders
Seven Wonders è un brano musicale del 1987 del gruppo rock anglo-americano Fleetwood Mac, estratto dall'album Tango in the Night.
Il brano, scritto da Sandy Stewart, con la partecipazione di Stevie Nicks per il testo,  interpretato da quest'ultima, fu pubblicato negli Stati Uniti nel 1987.
Il brano compare in American Horror Story-Coven, nell'ultimo episodio della terza stagione della serie, in cui recita anche la stessa Stevie Nicks.

## Storia e significato
(da "Seven Wonders", Sandy Stewart)
"Seven Wonders" è stato il raro successo dei Fleetwood Mac non attribuito principalmente a uno dei tanti stimabili cantautori del gruppo. Infatti la melodia intrisa di armonia l'ha scritta Sandy Stewart, protagonista del synth-rock degli anni '80 e collaboratore di Nicks. La demo è stata la prima canzone che Nicks ha presentato alla band per Tango in the Night. 
Il testo è un po' criptico: la protagonista parla di un incontro con qualcuno con cui ha avuto un contatto (mi hai toccato la mano e hai sorriso) e sembrerebbe che abbiano fatto un viaggio (Per tutto il viaggio di ritorno hai teso la mano) e al momento lei spera e prega perché un giorno potrebbe funzionare (una eventuale relazione). Se questo avvenisse sarebbe molto meglio che vedere le sette meraviglie.

## Musicisti
- Lindsey Buckingham– chitarra acustica, backing vocals, produttore
- Mick Fleetwood – batteria, percussioni
- Christine McVie – sintetizzatore, backing vocals
- John McVie – basso
- Stevie Nicks – autrice, voce solista e backing vocals